# امبالپادی
امبالپادی (به انگلیسی: Ambalpadi) یک منطقهٔ مسکونی در هند است که در کارناتاکا واقع شده‌است.